# Cửa khẩu Prek Chak
Cửa khẩu Prek Chak là cửa khẩu quốc tế đường bộ tại vùng đất huyện Kampong Trach, tỉnh Kampot, Vương quốc Campuchia.
Cửa khẩu Prek Chak thông thương với Cửa khẩu Hà Tiên ở thành phố Hà Tiên tỉnh Kiên Giang, Việt Nam  10°25′36″B 104°27′13″Đ / 10,426741°B 104,453499°Đ.